# Juncais, Vila Ruiva e Vila Soeiro do Chão
Juncais, Vila Ruiva e Vila Soeiro do Chão (llamada oficialmente União das Freguesias de Juncais, Vila Ruiva e Vila Soeiro do Chão) es una freguesia portuguesa del municipio de Fornos de Algodres, distrito de Guarda.

## Historia
Fue creada el 28 de enero de 2013 en aplicación de una resolución de la Asamblea de la República de Portugal promulgada el 16 de enero de 2013 con la unión de las freguesias de Juncais, Vila Ruiva y Vila Soeiro do Chão, pasando su sede a estar situada en la antigua freguesia de Juncais.

## Demografía
| Gráfica de evolución demográfica de Juncais, Vila Ruiva e Vila Soeiro do Chão entre 2011 y 2021 |
|                                                                                                 |
| Datos según el nomenclátor publicado por el INE portugués.                                      |